# Juan Dosal
Juan Dosal (* 3. Juni 1942 in Toluca, Estado de México), auch bekannt unter dem Spitznamen El Maestrito (dt. Das Meisterchen), ist ein ehemaliger mexikanischer Fußballspieler auf der Position eines Stürmers. Nach seiner aktiven Laufbahn begann Dosal eine Tätigkeit als Journalist und Kommentator. 

## Leben
Dosal stand während der gesamten 1960er Jahre bei seinem Heimatverein Deportivo Toluca unter Vertrag und gewann mit ihm in den Jahren 1967 und 1968 je zweimal den Meistertitel und den Supercup sowie einmal den CONCACAF Champions‘ Cup. 
Mit seinen Toren in den entscheidenden Spielen hatte Dosal großen Anteil am Gewinn der beiden ersten Meistertitel des Deportivo Toluca FC. Am 19. Februar 1967 erzielte er beide Tore zum 2:0-Erfolg gegen Necaxa und ein Jahr später gelang ihm am 7. Januar 1968 der Treffer zum 2:0-Endstand gegen die UNAM Pumas.

## Erfolge
- Mexikanischer Meister: 1967 und 1968
- Mexikanischer Supercup: 1967 und 1968
- CONCACAF Champions‘ Cup: 1968